# Dodonaea rupicola
Dodonaea rupicola är en kinesträdsväxtart som beskrevs av Cyril Tenison White. Dodonaea rupicola ingår i släktet Dodonaea och familjen kinesträdsväxter. Inga underarter finns listade i Catalogue of Life.